# 오강 (강)

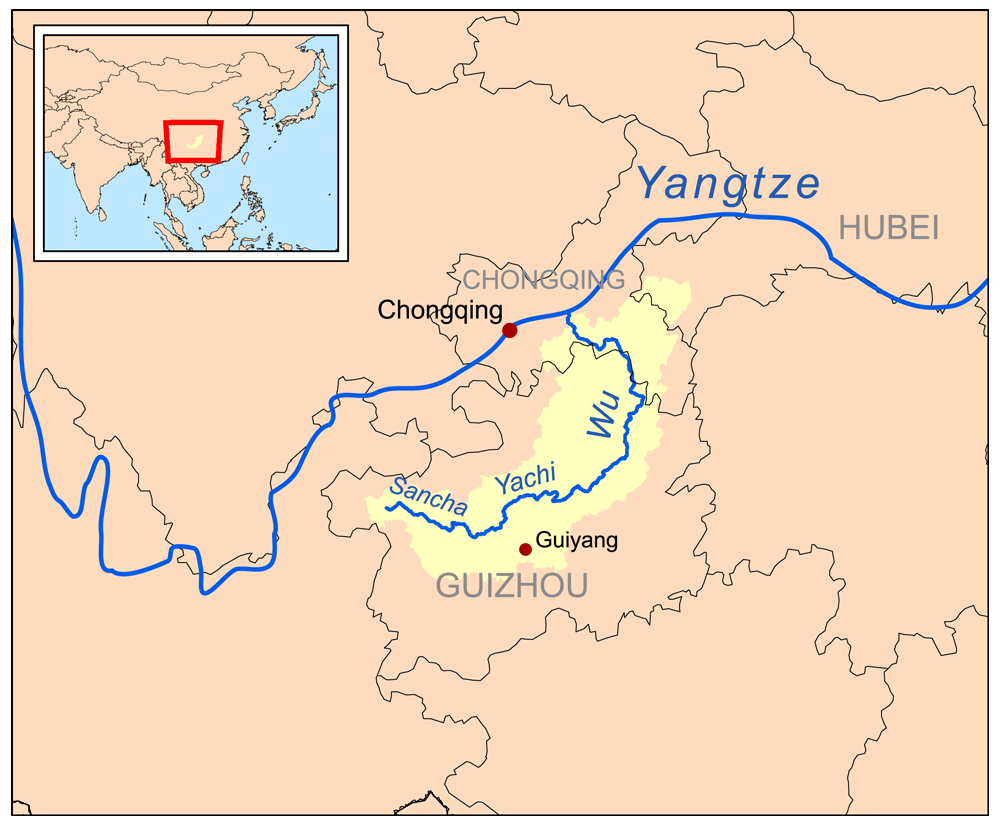
오강 유역의 지도

오강(烏江, 표준어: 우장강)은 중국 장강의 주요 지류 중 하나이며, 구이저우성과 충칭시, 후베이성을 통과한다.